# Музейний провулок (Київ)
Музе́йний прову́лок — провулок у Печерському районі міста Києва, місцевість Липки. Пролягає від вулиці Михайла Грушевського (двічі, утворюючи форму літери «Г»).

## Історія
Провулок виник у 2-й половині XIX століття, але його споруди було віднесено до Олександрівської вулиці (нині — вулиця Михайла Грушевського). З 1955 року — Музейний проїзд, від розташованого з непарного боку провулку Національного художнього музею України. Сучасна назва має стихійне походження, проте існує як офіційна.
Забудова провулку — переважно прибуткові будинки початку XX століття.

## Забудова
Весь непарний бік провулку займає будівля Національного художнього музею України, споруджена архітектором Владиславом Городецьким наприкінці XIX століття для Міського музею старожитностей.
- № 6. В будинку № 6 знаходиться Центр реадаптації та реабілітації ветеранів та ветеранок АТО/ООС та членів їх сімей ЯРМІЗ. Центр займає 4 поверхи цієї багатоповерхівки[2].

## Пам'ятки архітектури
- № 4 (житловий будинок; 1909).
- № 8-а (флігель; 1911). Двоповерховий флігель було позбавлено статусу пам'ятки архітектури[3][4] 30 травня 2007 року Київською міською радою затверджено проект, згідно з яким передбачається знесення будівлі і побудова на її місці багатоповерхового офісного центру[5].

## Зображення

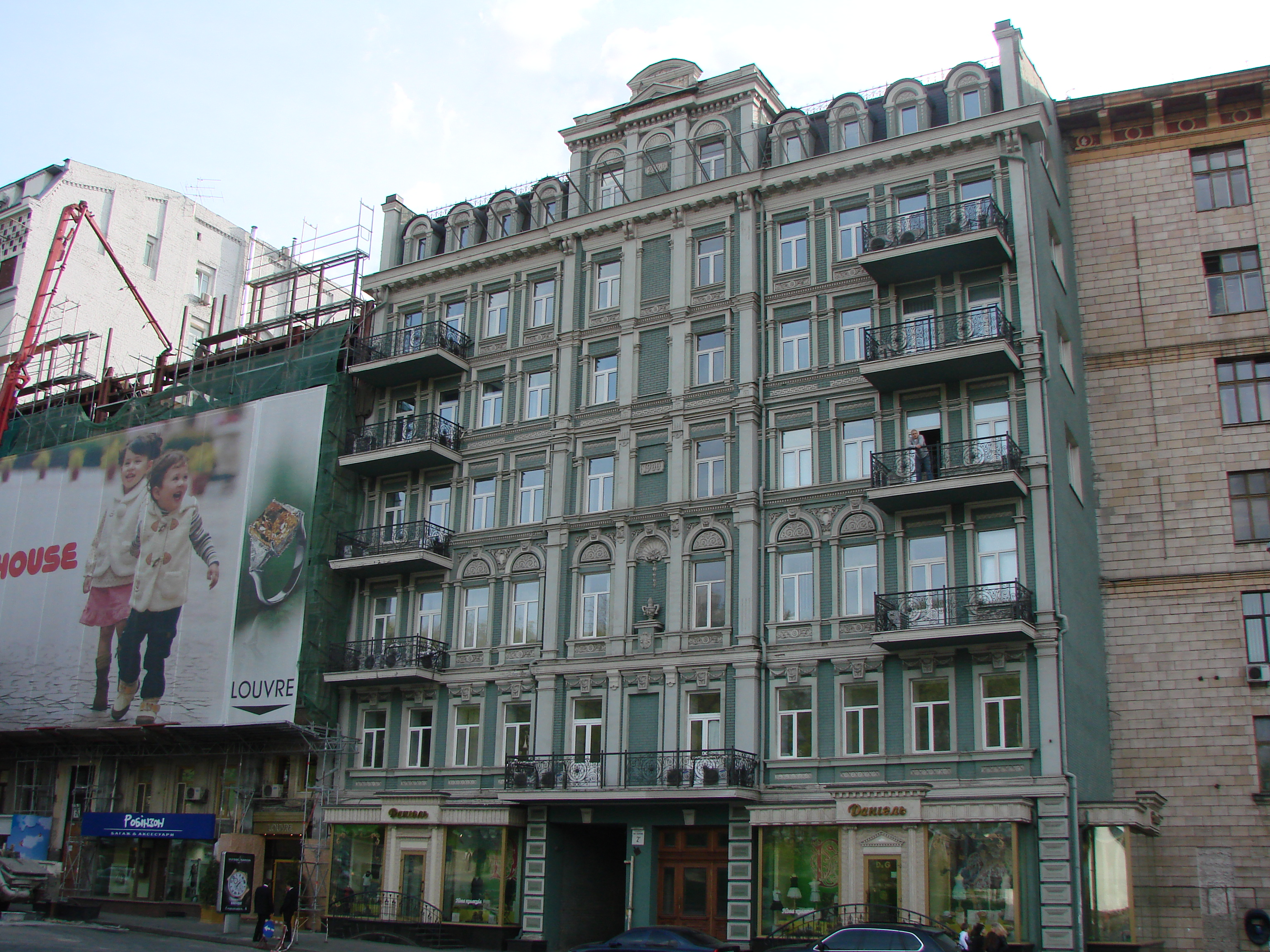
Будинок № 2-б
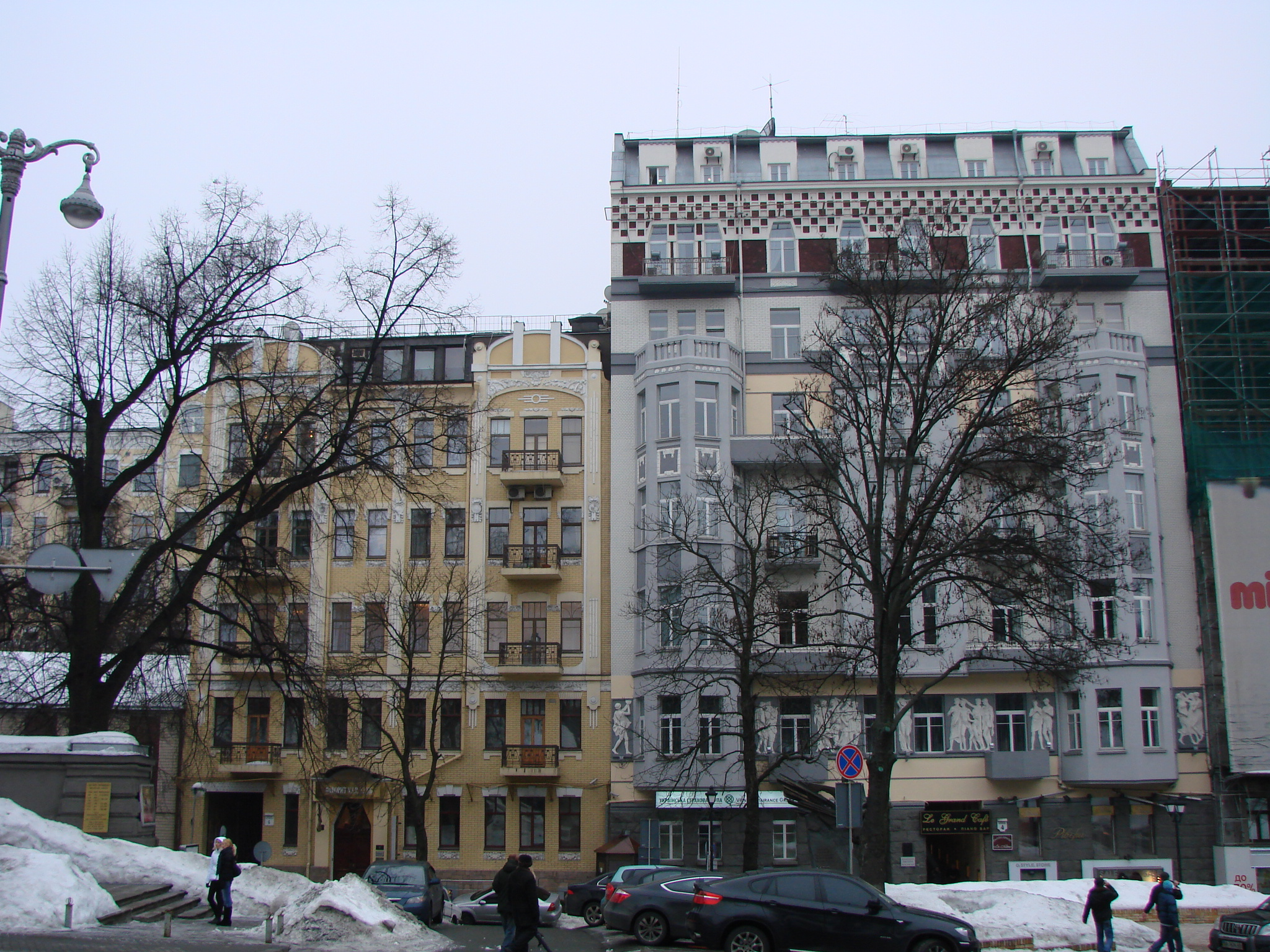
Будинки № 4 та № 6
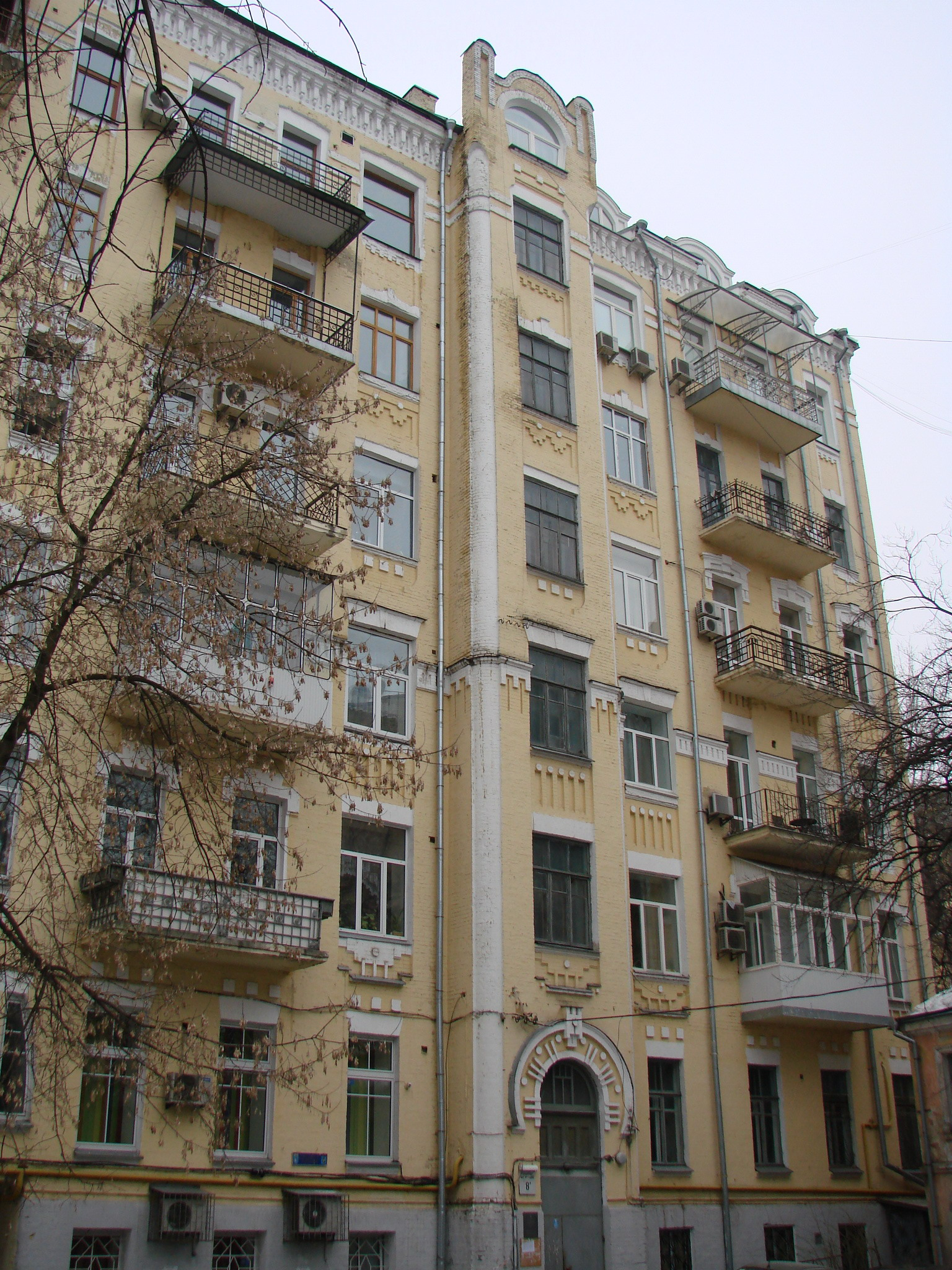
Будинок № 8-а